# Aida (musical)
Aida is een musical geschreven door Elton John en Tim Rice, gebaseerd op het verhaal van de gelijknamige opera van Giuseppe Verdi op een libretto van Antonio Ghislanzoni.

## Geschiedenis
Aida beleefde zijn wereldpremière op 16 september 1998 in het Alliance Theatre in Atlanta, waar de voorstelling bijna twee maanden werd gespeeld met Heather Headley in de rol van Aida. Na een aangepaste, eveneens twee maanden durende opvoering in het Cadillac Palace Theatre in Chicago, waarin Headley bij een val lichte verwondingen opliep, volgden 1852 voorstellingen op Broadway tussen maart 2000 en september 2004. Headley won met haar rol de Tony Award en de Drama Desk Award voor beste actrice in een musical in 2000. Naast Headley vertolkten onder anderen ook de popsterren Toni Braxton en Michelle Williams de rol van Aida op Broadway. De opname van de oorspronkelijke Broadwayproductie won de Grammy Award voor beste musicalalbum.
Van 21 oktober 2001 tot en met 3 augustus 2003 speelde de musical, in de Nederlandse hertaling van Martine Bijl, in het Circustheater in Scheveningen. Nederland was daarmee het eerste Europese land waar de show te zien was. De musical werd in totaal 648 keer opgevoerd en trok ruim 1,2 miljoen bezoekers. Hoofdrolspelers waren Chaira Borderslee, Carolina Dijkhuizen en Leona Philippo als Aida, Bastiaan Ragas en René van Kooten als Radames, Antje Monteiro en Marleen van der Loo als Amneris en Marlon David Henry als Mereb. 
Daarnaast werd Aida opgevoerd in onder meer Duitsland, Zwitserland, Hongarije, Tsjechië, Zweden, Brazilië, Japan, Israël, Australië en Zuid-Korea.
In 2023 speelt de musical wederom in het Circustheater in Scheveningen. Hoofdrolspelers zijn Gaia Aikman en Talita Angwarmasse als Aïda, Naidjim Severina als Radames, April Darby als Amneris, Robin van den Akker als Zoser, Qshans Thode als Mereb, Joanne Telesford als Kadake en Jermaine Faber als Farao.

## Verhaal (versie 2001-2003)
Akte I
Het verhaal begint in de Egyptische vleugel van een modern museum, waar een man en een vrouw elkaars ogen ontmoeten. Amneris, een vrouwelijke farao, komt tot leven (Het gaat altijd over liefde) en neemt ons mee naar het oude Egypte, waar Radames, kapitein van het Egyptische leger, net terugkomt uit het land Nubië, dat al lange tijd Egyptes vijand is (Moed wordt altijd beloond). Wanneer zijn soldaten een groep Nubische vrouwen meenemen, vindt hij zichzelf gefascineerd door de kracht en trots van de beeldschone prinses Aida (Vroeger is nu een verre ster).
Aangekomen in Egypte, wordt Aida door Radames gered van een zekere dood in de kopermijnen, als hij haar als hulp naar prinses Amneris, zijn verloofde, stuurt. Radames' vader, premier Zoser, groet zijn zoon met het nieuws dat de farao op sterven ligt en Radames moet gaan voorbereiden op de troon (Bouw maar gauw een piramide).
Radames' Nubische bediende Mereb is een jonge man die de trucs van overleven in Egypte heeft geleerd. Aida naar het paleis brengend, herkent hij haar als de dochter van de Nubische koning (O, ik ken u). Zij beveelt hem om haar identiteit geheim te houden, omdat de Egyptenaren haar anders zullen vermoorden. Als ze bij Amneris is, neemt Aida waar dat de prinses haar liefde voor kleding (Mijn pakkie an) alleen dient als een masker voor haar onzekerheden.
Bij een banket maakt de farao bekend dat Radames en Amneris over zeven dagen zullen trouwen. De kapitein realiseert zich dat zijn dagen als ontdekkingsreiziger ten einde zullen komen. Samen met Aida deelt hij hun dromen en betreuringen (Als schepen in de nacht).
Later die nacht maakt Amneris zich zorgen over haar vaders ziekte en vindt in Aida iemand die haar begrijpt en steunt (Mijn pakkie an (reprise)). In de kamer van zijn verloofde steelt Radames een moment met Aida om zijn gevoelens voor haar te delen.
Door Mereb naar het Nubische kamp gebracht, stelt Aida hem voor om haar volk te leiden (Dans van de mantel). Wanneer ze Radames smeekt om hulp voor de Nubiërs, opent hij zijn hart door zijn bezittingen aan hen te geven (Ik niet) en zijn liefde aan haar te verklaren (Verwarrend bestaan). Zij is niet in staat om tegen haar gevoel te vechten en valt in zijn armen.
Hun moment van liefde wordt verstoord door het nieuws dat Radames' leger Amonasro, koning van Nubië en vader van Aida, gevangen heeft genomen. Niet in staat om haar gerust te stellen, verlaat Radames Aida in nood. Aida verzamelt haar volk en verzekert hen dat Nubia nooit zal dood gaan (Gezegend Nubië).
Akte II
Aida, Amneris en Radames vinden zichzelf verstrikt in strijdige loyaliteiten en gevoelens (Te ver gegaan).
Aida en Mereb vinden hun weg naar Amonasro's gevangeniscel, waar ze wordt herenigd met haar vader.
Mereb verzint een plan om te ontsnappen tijdens de commotie van Amneris' huwelijk. Om haar vader en land te redden, moet Aida de man van wie ze houdt verraden (Vergeet hem).
Zoser komt achter Radames' affaire en waarschuwt zijn zoon dat het zijn troon kan kosten, maar Radames deelt zijn vaders ambitie niet meer (Zo vader, zo zoon). Zoser beveelt zijn mannen om Aida te vinden en te doden.
Bij het Nubische kamp, ontvangt Aida een verontschuldiging van Radames (De brief van Radames) voor de tactloze manier waarop hij reageerde toen hij hoorde over Amonasro's gevangenschap.
Wanneer Egyptische soldaten arriveren om Aida te doden, offert Nehebka zichzelf op zodat de prinses kan leven. Nu is ze nog zekerder van haar besluit om Radames voor altijd te verlaten en Aida zegt hem vaarwel, ondanks de bezwaren van Mereb (O, ik ken u (reprise)).
Radames vertelt Aida dat hij de bruiloft afblaast. Ze weet dat dit de ontsnapping van haar vader onmogelijk zal maken en vertelt hem dat hij ermee door moet gaan (Ergens in de Sterren). Radames stemt hiermee in, op voorwaarde dat ze ontsnapt naar de vrijheid op een boot waar hij voor zal zorgen. De geliefden gaan, met gebroken hart, uit elkaar, maar Amneris heeft hun hele gesprek gehoord en weet dat haar hele aanstaande huwelijk nep en beschamend is (Ik weet het nu).
Het nieuws van Amonasro's ontsnapping verstoort Amneris' bruiloft. Radames leert de waarheid over Aida's identiteit wanneer hij arriveert bij de boot op het moment dat Aida en haar vader instappen. Zoser vermoordt Mereb en Radames helpt Amonasro te ontsnappen. Dan worden hij en Aida gearresteerd wegens hoogverraad.
Bij de rechtszaak, veroordeelt de farao zowel Aida als Radames tot een levende begrafenis.
Amneris stijgt naar haar rol als aankomend farao om haar vader ervan te overtuigen dat ze sterven in hetzelfde graf, in een handeling van liefde voor de twee mensen van wie ze hield. Met de dood in de ogen, kijkt Aida naar Radames voor kracht (Verwarrend bestaan (reprise)). Als licht en lucht hen langzaam ontnomen wordt (Als schepen in de nacht (reprise)), zweert Radames dat hij honderden levensjaren naar haar zal zoeken.
Terug in het huidige museum, beginnen de man en vrouw elkaar te herkennen, terwijl de geest van Amneris toekijkt (Het gaat altijd over liefde (reprise)).
Ze zijn de reïncarnaties van Aida en Radames en vinden in elkaar een nieuw begin en een oude liefde. Een liefde die nog voor honderden levensjaren zal voortbestaan.

## Nederlandse uitvoeringen

### Volledige Musical
De Nederlandse première van Aida vond op 21 oktober 2001 plaats in het Circustheater in Scheveningen en de laatste voorstelling was op 3 augustus 2003.
In december 2021 plaatste Stage Entertainment Nederland een auditie oproep voor een vernieuwde versie van de musical Aida. De wereldpremière van de vernieuwde versie was op 23 april 2023, wederom in het AFAS Circustheater in Scheveningen, met nieuwe vertalingen door Orihana Calcines & Ryan van der Heijden. De laatste voorstelling was op 14 april 2024.

### Concerten
- Het DeLaMar Theater in Amsterdam viert zijn 1-jarig jubileum met een exclusieve concertante versie van de musical Aida. Tevens was het 10 jaar geleden dat Aida voor het laatst in Nederland werd opgevoerd.
 Deze voorstelling was te zien op 28 november 2011 en werd geproduceerd door Show & Events. 
 De songs werden gezongen door René van Kooten, Carolina Dijkhuizen, Antje Monteiro, Frans van Deursen, Marlon David Henry, Peggy Sandaal en Talita Angwarmasse, Ivo Chundro, Rogier Komproe, Laurie Reijs, Maria Graciano en Kok-Hwa Lie.

- Stage Entertainment bracht van 20 juni 2019 tot en met 30 juni 2019 een openluchtconcert-serie van Aida in Concert op het Festivalterrein van Autotron Rosmalen in Rosmalen. Deze reeks was de opvolger van de twee reeksen van Elisabeth in Concert die te zien waren in 2017 en 2018.
 In Aida in Concert was April Darby te zien als Aida, Freek Bartels als Radames, Willemijn Verkaik speelde Amneris, Tony Neef kroop in de rol van Zoser, Nigel Brown was Mereb en Tjindjara Metschendorp zong de rol van Nehebka. In het ensemble zaten Yoran de Bont, Laurie Reijs, Liss Walravens, Darren van der Lek, Vincent Pelupessy, Quincy Denzel, Mickey Vermeer, Marnix Lenselink, Malaika Elvers, Cindy Belliot, Gina van der Ploeg, Valerie Curlingford, Leon Batelaan, Falou Kassé en Quincy Sedney

- Vanwege het 20-jarig jubileum produceerde Antje Monteiro in 2021 haar eigen concert versie van Aida In Concert in TivoliVredenburg in Utrecht met vele hoofdrolspelers uit de musicalversie van 2001-2003. Deze concertversie was te bezoeken op 21 oktober 2021, dezelfde datum als de première in 2001. Wegens enorme belangstelling was er naast de avondvoorstelling ook een middagvoorstelling. 
 Carolina Dijkhuizen, Antje Monteiro, Marleen van der Loo, Bastiaan Ragas, René van Kooten, Ben Cramer, Marlon David Henry, Peggy Sandaal en een groot ensemble waren te zien tijdens dit reünieconcert.

### Rolverdeling
| Rol               | 2001-2003 | Aida in Concert 2019 | 2023-2024 |
| ----------------- | --- | --- | --- |
| Aida              | Chaira Borderslee | April Darby | Gaia Aikman |
| alternate         | Carolina Dijkhuizen, Leona Philippo | - | Talita Angwarmasse |
| understudy        | Peggy Sandaal | - | Tjindjara Metschendorp, Mickey Vermeer |
| Radames           | Bastiaan Ragas, René van Kooten | Freek Bartels | Naidjim Severina |
| alternate         | René van Kooten, Tino Bos | - | - |
| understudy        | Ivo Chundro, Joris A.T. de Beul | - | Roman van der Werff, Jermaine Faber |
| Amneris           | Antje Monteiro | Willemijn Verkaik | April Darby |
| alternate         | Marleen van der Loo | - | - |
| understudy        | Linda Hibma, Talita Angwarmasse | - | Tjindjara Metschendorp, Natascha Molly, Sharifa Smith, Bente Mulan Nanayakkara |
| Zoser             | Frans van Deursen, Jeroen Phaff | Tony Neef | Robin van den Akker |
| alternate         | Ben Cramer | - | - |
| understudy        | Joris A.T. de Beul | - | Roman van der Werff, Giovanni Eduard van Gom |
| Mereb             | Marlon David Henry | Nigel Brown | Qshans Thode |
| understudy        | Ivo Chundro, Kok-Hwa Lie, Chris Tanamal, Job Vlaar | - | Jermaine Faber, Sergio Nanlohy |
| Farao             | Ben Ramakers, René van Asten | - | Jermaine Faber |
| understudy        | Ben Cramer, Joris A.T. de Beul | - | Giovanni Eduard van Gom, Sergio Nanlohy |
| Amonasro          | Felix Burleson, Jack Monkau | - | - |
| alternate         | Jim Geduld | - | - |
| understudy        | Kevin Llewellyn, Joop Leiwakabessy | - | - |
| Kandake           | - | - | Joanne Telesford |
| understudy        | - | - | Tjindjara Metschendorp, Sharifa Smith |
| Nehebka           | Peggy Sandaal | Tjindjara Metschendorp | Terra Luna Urbach |
| understudy        | Delaney van der Pol, Talita Angwarmasse, Maja Egter van Wissekerke | - | Noeï Lee, Rochelle Ramos |
| Ensemble & Swings | Armando Acevedo, Robin van den Akker, Pierre Alexandre, Talita Angwarmasse, Joris A.T. de Beul, Naomi Brenkman, Maureen Brown, George Chan Wee Hong, Ivo Chundro, Madeline Citron, Bart de Clerq, Maja Egter van Wissekerke, Yoko El Edrisi, Ottavio Gesmundo, Maria Graciano, Edward Grundy, Linda Hibma, Dell Howlett, Desi van Kessel, Rogier Komproe, Roy Kullick, Kok-Hwa Lie, Joop Leiwakabessy, Kevin Llewellyn, Jeroen Luiten, Monira MacIntosh, Hannah van Meurs, Delaney van der Pol, Laurie Reijs, Reynald Rodriguez, Peggy Sandaal, Tim Smith, Brett Sturgis, Dennis Sureveen, Chris Tanamal, Eric Thompson, Eleanor Varias Lejarde, Job Vlaar, Bobby June Voll, Conchita Zandbergen | Laurie Reijs, Liss Walravens, Mickey Vermeer, Malaika Elvers, Cindy Belliot, Gina van der Ploeg, Valerie Curlingford, Marnix Lenselink, Yoran de Bont, Leon Batelaan, Falou Kassé, Quincy Sedney, Vincent Pelupessy, Darren van der Lek | Tjindjara Metschendorp, Terra Luna Urbach, Ismael Berens, Eva Berhitu, Quincy Denzel Sedney, Briannajoy Ebunola, Jermaine Faber, Giovanni Eduard Gom, Nyomi Gootjes, Omar Lansheuvel, Noeï Lee, Jordan Louis-Fernand, Natascha Molly, Sergio Nanlohy, Rochelle Ramos, Sharifa Smith, Engel Talarima, John Togba, Mickey Vermeer, Roman van der Werff, Fernando Morales, Arleta Boland, Wade Lewin, Jaydee Bunk, Bente Mulan Nanayakkara, Pelé Yearwood, Melissa Damayanti |

### Scènes & Liedjes

#### Versie 2001-2003
In de musical komen in totaal 23 liedjes voor (waarvan 5 reprises):
Akte I
- Proloog - Het museum 
 Het gaat altijd over liefde - Amneris
- Scène 1 - Een slavenschip 
 Moed wordt altijd beloond - Radames en soldaten
- Scène 2 - De scheepshut van Radames 
 Vroeger is een verre ster - Aida
- Scène 3 - De haven 
 Bouw maar gauw een piramide - Zoser en ministers
- Scène 4 - Een gang in het paleis van de Farao 
 O, ik ken u - Mereb en Aida
- Scène 5 - De badruimte 
 Mijn pakkie an - Amneris en vrouwen
- Scène 6 - De privé-eetzaal van de Farao 
 Moed wordt altijd beloond (reprise) - Radames 
 Als schepen in de nacht - Radames en Aida
- Scène 7 - De kleedkamer van Amneris 
 Mijn pakkie an (reprise) - Amneris en Aida
- Scène 8 - Het slavenkamp van de Nubiërs 
 Dans van de mantel - Aida, Nehebka en Nubiërs
- Scène 9 - Aan de oevers van de Nijl 
 Ik niet - Radames, Mereb, Aida en Amneris
- Scène 10 - De markt
- Scène 11 - De legertent van Radames 
 Verwarrend bestaan - Radames en Aida
- Scène 12 - Het slavenkamp van de Nubiërs 
 Gezegend Nubië - Aida, Nehebka en Nubiërs

Akte II
- Scène 1 - Sterrenhemel 
 Te ver gegaan - Amneris, Radames en Aida
- Scène 2 - De gevangenis 
 Vergeet hem -  Aida
- Scène 3 - Het legerhoofdkwartier ten paleize 
 Zo vader, zo zoon - Zoser, Radames en ministers
- Scène 4 - Het slavenkamp van de Nubiërs 
 De brief van Radames - Radames 
 O, ik ken u (reprise) - Mereb
- Scène 5 - In de tuin van Radames 
 Ergens in de sterren - Aida en Radames 
 Ik weet het nu - Amneris
- Scène 6 - De kamer van Amneris
- Scène 7 - De Koninklijke bruiloft
- Scène 8 - De haven
- Scène 9 - De rechtszaal 
 Verwarrend bestaan (reprise) - Aida en Radames
- Scène 10 - In de graftombe 
 Als schepen in de nacht (reprise) - Aida en Radames
- Epiloog - Het museum 
 Het gaat altijd over liefde (reprise) - Amneris

#### Versie 2023-2024
In de musical komen in totaal 24 liedjes voor (waarvan 2 vervolgen, 1 pre-prise en 3 reprises):
Akte I
- Proloog - Het nationaal museum van Afro-Amerikaanse geschiedenis en Cultuur, Washington D.C.
- Scène 1 - Een eiland in de Nijl 
 Als schepen in de nacht (pre-prise)’’ - Radames en Aida
- Scène 2 - Radames’ vertrek op het schip 
 Mijn jeugd is een herinnering - Aida
- Scène 3 - De haven van Memphis 
 Mijn jeugd is een herinnering (vervolg) – Aida 
 Radames’ gedachte - Radames
- Scène 4 - De paleis-spa 
 O, ik ken u - Mereb en Aida
- Scène 5 - Amneris’ kleedruimte, paleis 
 Mijn pakkie an - Amneris en dienstmaagden
- Scène 6 - De ceremoniële hal, tempel 
 Bouw maar gauw een piramide - Zoser en Zosers’ spionnen 
 Als schepen in de nacht - Radames en Aida
- Scène 7 - Amneris’ privévertrek 
 Mijn pakkie an (reprise) - Amneris en Aida
- Scène 8 - Het Nubische district 
 Dans van de mantel - Aida, Mereb, Nehebka en Nubiërs
- Scène 9 - De oever van de Nijl 
 Nubisch gebed tot Isis - Aida en Nubische vrouwen
- Scène 10 - Radames’ huis - 
 Ik niet - Radames en Aida 
 Verwarrend bestaan - Aida en Radames
- Scène 11 - Het Nubische district 
 Gezegend Nubië - Nubiërs, Aida, Nehebka en Mereb

Akte II
- Scène 1 - De ceremoniële hal, tempel 
 Te ver gegaan - Aida, Amneris en Radames
- Scène 2 - Het Nubische district 
 Radames’ brief-  Radames
- Scène 3 - De catacomben  
 Vergeet hem - Aida
- Scène 4 - Het vertrek van Zoser 
 Zo vader, zo zoon - Zoser, Radames en Zosers’ spionnen
- Scène 5 - Het Nubische district 
 Lied van rouw - Een Nubiër 
 O, ik ken u (reprise) - Mereb
- Scène 6 - Radames’ tuin 
 Ergens in de sterren - Aida en Radames 
 Ik zie het nu - Amneris
- Scène 7 -  Amneris’ kleedruimte, paleis 
 Ik zie het nu (vervolg) - Amneris
- Scène 8 - De ceremoniële hal, tempel
- Scène 9 - De oever van de Nijl
- Scène 10 – De zaal des oordeels 
 Verwarrend bestaan (reprise) - Aida en Radames
- Epiloog - Het nationaal museum van Afro-Amerikaanse geschiedenis en Cultuur, Washington D.C 
 (NB: Deze scène staat niet vermeld in het programmaboek, maar zit wel degelijk in de show!)

'14-'18 · '40-'45 (België) · '40-'45 (Nederland) · 1830 · De 3 Biggetjes · 3 Musketiers · Aida · Albert I · Alice in Wonderland · A xXxmas Carola · Anatevka · Assepoester · Belle en het Beest · Billie Holiday · Bloedbroeders · The Bodyguard · Cabaret · Camelot · Cats · Chicago · Ciske de Rat · Cyrano de Bergerac · De Schone van Boskoop · Daens · Damiaan · Dirty Dancing · Doe Maar! · Domino · Doornroosje · Dracula · Drood · Elisabeth · Evita · Fame · De Finale · Flashdance · Foxtrot · Goodbye, Norma Jeane · Grease · Hair · High School Musical · De Jantjes · Jeanne d'Arc · Jekyll & Hyde · Jersey Boys · Jesus Christ Superstar · Kadanza · De kleine zeemeermin · Koning van Katoren · Kruimeltje · Kuifje: De Zonnetempel · Kunt u mij de weg naar Hamelen vertellen, mijnheer? · The Last Five Years · Lelies · The Lion King · The Little Mermaid · Love Story · Lover of Loser · Mamma Mia! · De man van La Mancha · Marie-Antoinette · Mary Poppins · Les Misérables · Miss Saigon · Muerto! · De Muze van Rubens · My Fair Lady · On Your Feet! · Op hoop van Zegen · Oorlogswinter · The Passion · Pauline & Paulette · The Phantom of the Opera · Pinokkio · Red Star Line · Rembrandt · Robin Hood · Romeo en Julia, van Haat tot Liefde · De Rozenoorlog · Rubens · Shhh...it happens! · Shrek · Soldaat van Oranje · Spring Awakening · De sprookjesmusical Klaas Vaak · Sneeuwwitje · The Sound of Music · Tarzan · Titanic · Turks fruit · Urinetown · De Vliegende Hollander · Wat Zien Ik?! · Wicked · The Wild Party · Willem & Frieda: Roze Verzet · The Wiz · Wickie de viking de musical
    Portaal Musical